# David Barroso
David Barroso (* 21. August 2001) ist ein spanischer Leichtathlet, der sich auf den Mittelstreckenlauf spezialisiert hat.

## Sportliche Laufbahn
Erste Erfahrungen bei internationalen Meisterschaften sammelte David Barroso im Jahr 2022, als er bei den U23-Mittelmeer-Meisterschaften in Pescara in 1:47,71 min die Bronzemedaille im 800-Meter-Lauf hinter dem Franzosen Yanis Meziane und Zohair Hadar aus Italien gewann. Im Jahr darauf belegte er bei den U23-Mittelmeer-Hallenmeisterschaften in Valencia in 1:52,89 min den vierten Platz und 2025 siegte er in 1:47,64 min bei den World University Games in Bochum.

## Persönliche Bestzeiten
- 800 Meter: 1:44,83 min, 9. Juli 2025 in Barcelona
  - 800 Meter (Halle): 1:47,93 min, 23. Februar 2025 in Madrid